# На пасеке
«На па́секе» (укр. На пасіці) — картина украинского поэта и живописца Тараса Шевченко, написанная летом 1843 года во время его первого путешествия по Украине и вдохновлённая знакомством с пчеловодом Петром Прокоповичем. В настоящее время находится в Национальном музее Тараса Шевченко в Киеве (инв. Ж-105). Техника исполнения произведения — масляная живопись на холсте, размер полотна — 53 × 41 см.
К 1936 году полотно находилось в коллекции Музея русского искусства в Киеве, где было обнаружено в неудовлетворительном состоянии. После проведённой реставрации картина была переведена сначала в галерею при Институте Тараса Шевченко в Харькове, а после эвакуации во время Великой Отечественной войны — в Государственный (современный Национальный) музей Тараса Шевченко в Киеве; начиная с 1939 года она неоднократно экспонировалась на различных выставках.
«На пасеке» — жанровая композиция, в которой Шевченко экспериментирует с освещением, в результате чего отходит от академизма и использует импрессионистические эффекты. Исследователи считают картину переломной в живописном творчестве Шевченко и причисляют её к лучшим картинам украинского бытового жанра первой половины XIX века.

## Обстоятельства создания
Публикатор картины Сергей Раевский отмечал, что до обнаружения картины о ней не было упоминаний в автобиографических источниках Шевченко и в трудах исследователей. Однако её набросок был введён в научный оборот ещё в 1900 году в «Каталоге Музея украинских древностей В. В. Тарновского», составленном Борисом Гринченко.
Благодаря тому, что другой набросок картины находился на обороте утраченного рисунка «Казак-бандурист», исследователи считают, что картина была создана во время первого путешествия Тараса Шевченко по Украине летом 1843-го, в том же году когда и рисунок казака-бандуриста. Считается, что на сюжет рисунка художника вдохновило посещение пасеки корифея пчеловодства Петра Прокоповича в деревне Пальчики. Исследователь Пётр Жур предполагал, что Шевченко познакомился с Прокоповичем в селе Качановка, которое поэт избрал своим главным местом пребывания во время путешествия по Украине. Согласно информации, собранной работником Батуринского исторического музея Николаем Шкляром, Тарас Шевченко провёл несколько дней у Прокоповича в Пальчиках. Именно там он создал эскиз картины, на которой изобразил одного из мастеров Прокоповича вместе с дочерьми. Одной из этих дочерей Шевченко по отъезду подарил серебряную копейку, которая по состоянию на 1975 год хранилась как семейная реликвия у её потомка Петра Пронченко — учителя из Бахмача. Исследовательница Надежда Демиденко считала эту версию наиболее близкой к истине, отмечая, что на картине не мог быть изображён сам Прокопович. Хотя он имел двух дочерей, на момент знакомства с художником ему было уже 68 лет, и его дочери были значительно старше. Также, мастер на картине изготавливает улей-дуплянку; маловероятно, чтобы Прокопович, как изобретатель втулочного улья, согласился, чтобы его изобразили рядом с устаревшим ульем.
Шевченко спустя тринадцать лет написал повесть на русском языке «Близнецы», где прототипом главного героя стал Прокопович, причём согласно сюжету он был учеником Петра Ивановича и называл его «славным пчеловодом». Сам же Прокопович, согласно сведениям журналиста Василия Пескова, назвал один из своих именных ульев в честь гостя.

## История картины
Картину обнаружили в фондах Киевского государственного музея русского искусства среди вещей неэкспозиционного значения во время переинвентаризации 1936 года. Картина была в очень плохом состоянии, до реставрации невозможно было определить её сюжет. Однако на наиболее важных местах картины не было разрывов полотна и выпадения красочного слоя. Она была восстановлена в реставрационной мастерской музея, соответствующий акт был составлен 25 июля 1936 года. Во время реставрации полотно было дублировано.
На обороте картины был наклеен бумажный лист, на котором была надпись на польском языке, сделанная тушью: «Девушка, разговаривающая с казаком. Образец рисования Шевченко» (пол. Dziewczyna rozmawiajaca z kozakiem. Obrazek malowany przez Shewczenke), ниже другой рукой написано «Шевченко» (пол. Shewczenko). Справа внизу надпись ч. 674. В левом нижнем углу картины во время реставрации была обнаружена буква Т. По мнению Сергея Раевского она является остатком авторской подписи Шевченко. Раевский в 1936 году указывал размер полотна как 544 на 419 мм. В двенадцатитомном собрании произведений Шевченко указан размер картины 53 на 41 см.
Раевский объяснял несоответствие описания картины с её сюжетом тем, что надпись была создана, когда картина уже была значительно повреждена, и невозможно было точно установить её сюжет. В двенадцатитомном собрании сочинений Шевченко высказывалось мнение, что на листе пересказано содержание какого-то другого рисунка.
В 1936 году картину передали в картинную галерею при Институте Тараса Шевченко (современный Институт литературы Национальной академии наук Украины) в Харькове, а с 1948 года она хранится в Национальном музее Тараса Шевченко. Инвентарный номер ж-105. Лист с надписью и акт реставрации хранится отдельно в том же музее. Картина впервые репродуцирована Сергеем Раевским в 1936 году в «Литературной газете» под названием «Девушка, разговаривающая с казаком».

## Сюжет и критика
На картине изображена пасека солнечного летнего дня, в уюте под деревом крестьянин изготавливает улей-дуплянку. Он вынужден прервать свою работу из-за прихода дочерей, которые принесли обед. То что пришедшие являются детьми крестьянина известно благодаря надписи чернилами под сохранившимся наброском картины: «Отец в пасеке ульи долбит, а детишки несут ему обедать» (укр. Батько в пасіці вулики довбає, а діточки несуть йому обідать). Крестьянин одет в бытовую (рабочую) одежду — полотняная рубашка без декора, брюки и сапоги. Костюм девушки состоит из длинной белой рубашки, чёрной свиты с завязанной на шее красной лентой и венка из живых цветов, а костюм второго ребёнка, которого исследовательница Ольга Мойсюк идентифицировала как мальчика, — длинной белой рубашки с завязками на пазушном разрезе, полотняных брюк и верхней одежды чёрного цвета, подпоясанной на поясе.
Сюжет картины изображает эпизод семейного согласия, «о радости встречи, чувстве дружелюбия, уважения и любви» в семье крестьянина свидетельствуют приветливые лица и глаза детей и венок на голове девушки. Освещение и тёплые тона пейзажа подчеркивают атмосферу доброжелательности на картине. Благодаря мастерской работе с освещением, на картине Шевченко «искренние места мягко переходят в прозрачное затемнение», благодаря чему складывается представление, что «фигуры и предметы словно растворяются в рассеянном свете, приобретая мягкие, размытые формы».
Исследовательница Татьяна Андрущенко отмечала, что только во время первого путешествия по Украине художнику удалось воплотить своё стремление освоить масляную технику живописи до уровня его работ с акварельными красками, чтобы «рисовать настоящие чувства, настоящее солнце и воздух». В масляных картинах, нарисованных во время путешествия, «солнце засветило … настоящим блеском, а сами произведения ожили наполненные воздухом». Андрущенко также подчёркивает в картине «На пасеке» отказ Шевченко от «академического» колорита и введение «настоящей палитры жаркого лета». Художнику удалось передать ощущение простора и мягкого воздуха благодаря большим светотеневым соотношениям и тонкой смене светосилы цветов. Как отмечает исследовательница: «здесь свет живёт своей жизнью, мерцает — переливается вокруг предметов и персонажей, создаёт живую картину семейного уюта и искренности чувств». По мнению Андрущенко, если бы Шевченко не отправили в ссылку и он бы поехал в запланированное путешествие в Европу, то он мог бы стать одним из родоначальников импрессионизма. Кроме «На пасеке» исследовательница указывает на «импрессионистические эффекты освещения» в таких работах художника: «Поводье», «Казашка Катя», «Далисман Мула Аулье», портретах Платона Закревского, Ильи Лизогуба, Елизаветы Кейкуатовой и других.
Искусствовед Сергей Раевский отмечал, что сюжет картины схож с работами Алексея Венецианова и художников его круга. Однако, картина Шевченко отличается большей реалистичностью, знанием быта и природы украинского села. Если сравнивать с другими собственными картинами художника, то наиболее похожей по сюжету и технике является картина «Крестьянская семья», которую, также, датируют 1843 годом. Для обеих картин характерен отход от академизма. По мнению исследователя: «картине характерна нарочитая корявость, приземистость фигур, реалистичный, лишённый всякой идеализации пейзаж, наконец, пристальное внимание к типовым элементам быта». Раевский считал, что картина написана в переломный момент творчества художника, во время его перехода от «псевдоклассических канонов академической живописи до здорового реалистического творчества».
В «Шевченковском словаре» называли картину одним из «высочайших достижений в украинском бытовом жанре 1-й половины XIX века» наравне с другими картинами Шевченко — «Катерина» и «Крестьянская семья». В издании отмечали «демократизм реалистического образа, мастерское решение колористических и светотеневых задач, воспроизведение воздушной перспективы».

## Участие в выставках
Выставки в которых экспонировалась картина:
- Юбилейная Шевченковская выставка. Киев. 1939
- Выставка изобразительного искусства УССР. Москва. 1951
- Юбилейная Шевченковская выставка. Киев — Москва. 1964
- Шевченко-художник. К 170-летию со дня рождения. Киев. 1984
- «Живописные произведения Шевченко». Киев. 2006

## Похожие рисунки
Известно два наброска этой картины, один из этих набросков известен лишь по фотокопии, так как он находился на обороте рисунка «Казак-бандурист» и был потерян вместе с ним во время пожара.

## Галерея

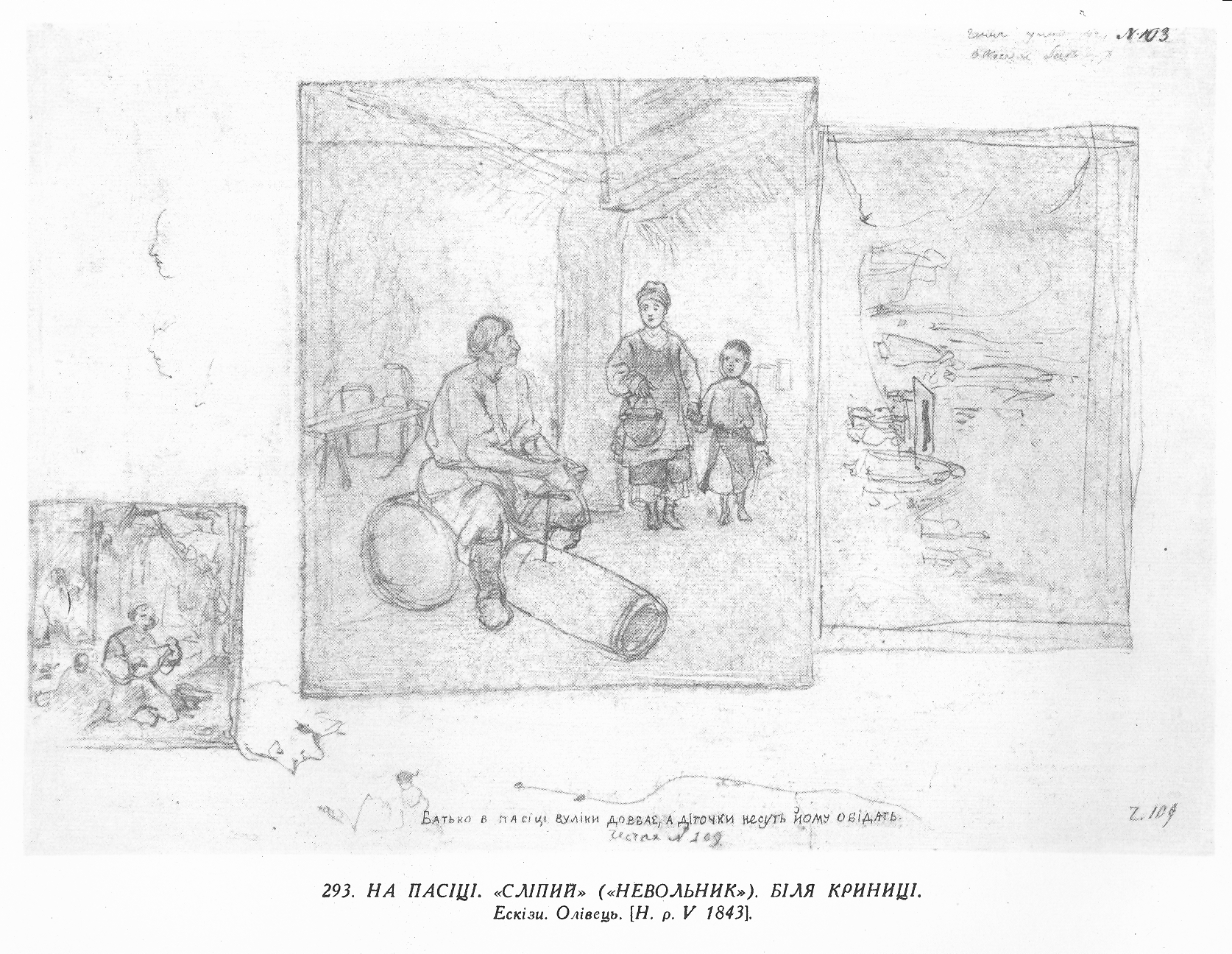
На пасеке. Кобзарь с поводырём. У колодца, наброски
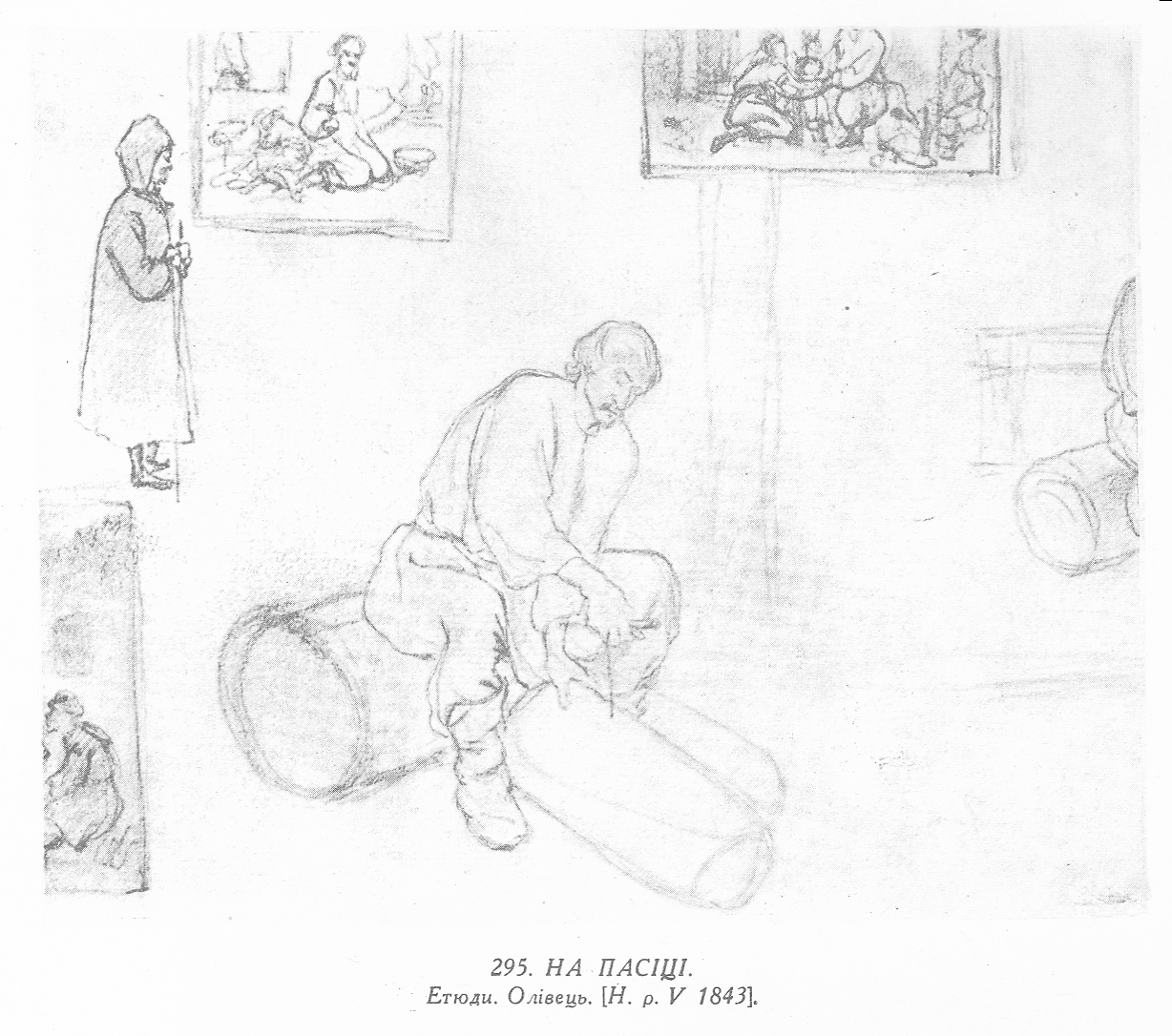
На пасеке, наброски находившихся на обороте рисунка «Казак-бандурист»
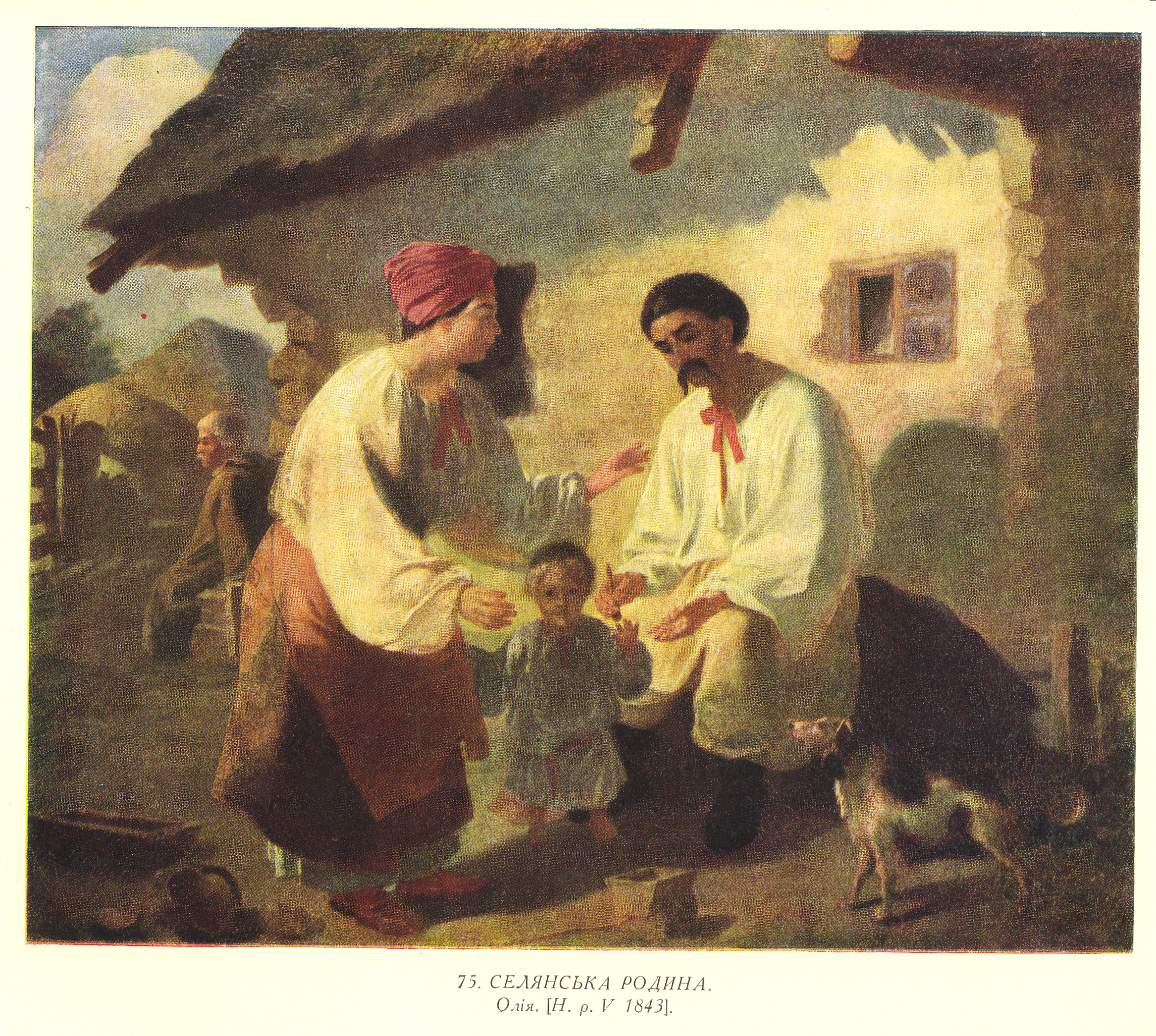
Крестьянская семья